# Charles Daremberg

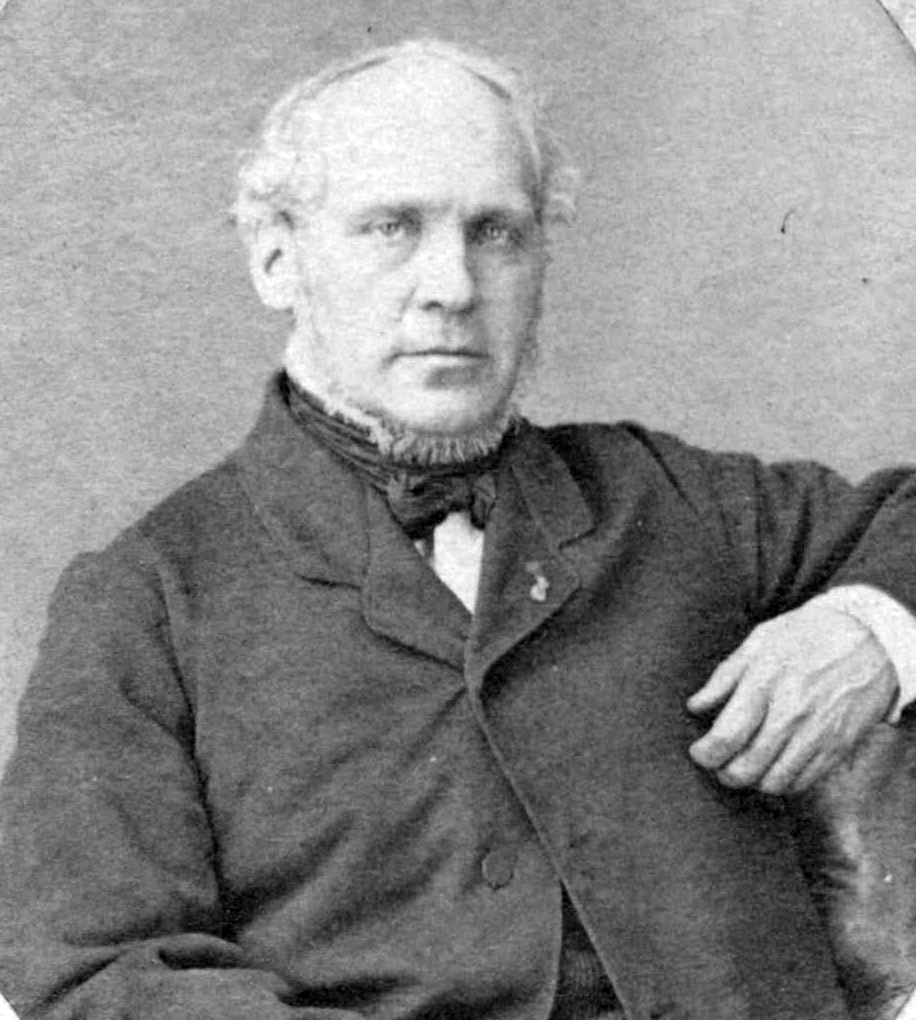
Charles Daremberg, 1850

Charles Victor Daremberg (* 14. März 1817 in Dijon; † 24. Oktober 1872 in Mesnil-le-Roi bei Saint-Germain-en-Laye), italienisch Carlo Daremberg, war ein französischer Bibliothekar, Klassischer Philologe und Medizinhistoriker.

## Leben
Charles Daremberg begann ein Studium der Medizin in Dijon und später in Paris, wo er auch 1841 promoviert wurde. Sein Lehrer in Medizingeschichte wurde Émile Littré. Er wurde 1844 Bibliothekar der Académie de Médecine, 1850 der Bibliothèque Mazarine, Er lehrte seit 1846 am Collège de France, 1870 wurde er Professor für Geschichte der Medizin an der medizinischen Fakultät. Seit 1860 war er korrespondierendes Mitglied der Bayerischen Akademie der Wissenschaften.
Sein Hauptarbeitsgebiet waren kritische Texteditionen und Übersetzungen der großen griechischen Ärzte Galenos und Hippokrates. Mit Bussemaker gab er die Werke von Oreibasios, mit Charles-Émile Ruelle die Werke des Rufus von Ephesos heraus, mit Salvatore de Renzi (1800–1872) und August Wilhelm Henschel die Collectio Salernitana, eine siebenbändige mittelalterliche Sammlung medizinischer Texte mit den Themen Gynäkologie (De secretis mulierem), Kosmetik (De ornatu mulierum), Chirurgie (De cyrurgia, 4 Teile) und Therapie (De modo medendi).
Bekannt ist Daremberg heute vor allem für das von ihm gemeinsam mit Edmond Saglio begründete, zwischen 1877 und 1919 herausgegebene, Dictionnaire des Antiquités Grecques et Romaines (Daremberg – Saglio).

## Schriften (Auswahl)
- als Hrsg. mit Ulco Cats Bussemaker: Œuvres d’Oribase. Texte grec, en grand partie inédits. Collationné sur les manuscrits. 6 Bände. Imprimerie Nationale, Paris 1851–1876. Band I 1851 (Digitalisat) – Band II 1854 (Digitalisat) – Band III 1858 (Digitalisat) – Band IV 1862 (Digitalisat) – Band V 1873 (Digitalisat) – Band VI 1876 (Digitalisat)
- als Hrsg.: Oevres anatomiques physiologiques et médicales de Galien. Paris 1854.
- La médicine dans Homère ou Études d’archéologie. Paris 1865.
- Histoire des sciences médicales. 2 Bände. Paris 1970; Neudruck Graz 1974.